# Colin McRae Rally 2005
Colin McRae Rally 2005 es un videojuego de carreras desarrollado y publicado por Codemasters para PlayStation 2, Xbox y Windows.
Una versión para Mac OS X de este juego, renombrada como Colin McRae Rally Mac, fue publicada por Feral Interactive y desarrollada por Robosoft Technologies, marcando el primer juego de la serie para Mac OS X (ahora macOS). Fue lanzado el 26 de octubre de 2007, solo seis semanas después de la muerte de McRae en un accidente de helicóptero. El desarrollo del juego estuvo plagado de problemas. Cambio de Apple a Intel Macs, algunos cambios entre bastidores en Feral y otros problemas conspiraron para evitar que "Colin McRae Rally Mac" se lanzara hasta bastante tarde en 2007, a pesar de que se basa en los fundamentos de los juegos de PC que los jugadores de Windows han estado disfrutando desde finales de 2004. Feral eligió hacer este lanzamiento lo más independiente posible de la franquicia de PC para evitar cualquier problema que pudiera fecharlo, llamándolo "Colin McRae Rally Mac" en lugar de adjuntando un año a la misma. Se crearon dos juegos móviles versiones de este juego, un título para N-Gage desarrollado por Ideaworks3D y un título para J2ME desarrollado por IOMO y publicado por Digital Bridges. La versión N-Gage reutilizó etapas de Colin McRae Rally 2.0. Ambos fueron nominados a los BAFTA en las categorías Móvil y Dispositivo portátil, respectivamente. La versión de PlayStation Portable se trasladó a Japón con el nombre Colin McRae Rally (コリン・マクレー ラリー Korin Makurē Rarī?) y fue publicada por Interchannel-Holon el 14 de junio de 2007.

## Jugabilidad
Al igual que con los juegos anteriores de la serie, Colin McRae Rally 2005 se presenta como una simulación de rally realista, con jugadores que participan en rallys que consisten en 70 etapas repartidas en nueve países. Hay más de 30 coches disponibles. También hay un motor de daños y gráficos revisado que permite rayar la pintura en el auto, y un nuevo modo de "carrera" en el que el jugador comienza en las ligas de clubes inferiores y se abre camino para competir con Colin McRae en su Rally Dakar 2004 Nissan. Levantar. En el modo 'Campeonato', el jugador asume el papel del propio Colin compitiendo en seis rallies con cualquier vehículo 4x4. El motor gráfico del juego permite efectos de daños más realistas, como cristales rotos y puertas que se caen, y un efecto de visión borrosa si el jugador entra en contacto con un objeto duro. El sistema de daños tiene similitudes con el Destruction Derby, ya que un radiador dañado detendrá el automóvil y hará que sea necesario reiniciar el motor. Un ligero nivel de personalización es la posibilidad de poner su nombre y nacionalidad en la ventana.

## Recepción
Colin McRae Rally 2005 recibió críticas "favorables" en todas las plataformas excepto la versión de PSP, que recibió críticas "promedio", según el sitio web agregador de reseñas Metacritic. GameSpot nombró a Colin McRae Rally 2005 como el mejor juego de N-Gage de 2004. Recibió una segunda posición en el "Mejor juego de conducción" anual de la publicación. categoría de premio en todas las plataformas, perdiendo ante Burnout 3: Takedown.